# Минкина, Вера Егоровна
Вера Егоровна Минкина (9 сентября 1918 — 20 сентября 2011) — советская и российская театральная актриса, актриса казанского Татарского академического театра им. Г. Камала, народная артистка РСФСР (1977). Народная артистка Татарской АССР (1968).

## Биография
После окончания Татарского театрального техникума (1939) — в труппе Республиканского передвижного театра.
В 1952—2004 гг. — актриса Татарского академического театра им. Г.Камала.
Супруга артиста, педагога, автора пьес, режиссёра Республиканского передвижного театра и Татарского академического театра им. Г.Камала - Асгата Мазитова (1900-1946.

## Театральные работы
- Гульбика — «Неспетая песня» М.Карим
- Унганбика — «Похищение девушки» М.Карим
- Полина — «Враги» А. М. Горький
- Аклима — «Братья Тагировы» Ф.Хусни
- Сания — «Беглецы» Н.Исанбет
- Калямза — «Зифа» Н.Исанбет
- Мальчик — «Голубая шаль» К.Тинчурин
- Зулькагида — «Смелые девушки» Т.Гиззат
- Гильмениса — «Искры» Т.Гиззат
- Туганым — «Банкрот» Г.Камал
- Мелита — «Эзоп» Г.Фигейредо
- Мария Ильинична — «Третья Патетическая» Н. Ф. Погодин
- Бибиасма — «Если улыбнется счастье» X.Вахит
- Сылу — «Автомобиль» Ф.Яруллин
- Рахиля — «Я вернулся на твое место» Р.Хамид
- Гаян — «Тайны, поведанные земле» А.Гилязов
- Халя — «Выходили бабки замуж» Ф.Буляков
- Степанида — «Светит, да не греет» А. Н. Островский
- Палый — «Зятья Гэргэри» Т.Миннуллин.

## Награды и звания
- Заслуженная артистка Татарской АССР (?).
- 14.06.1957 — Медаль «За трудовую доблесть»
- Народная артистка Татарской АССР (1968).
- 12.04.1972 - Заслуженная артистка РСФСР
- 12.07.1977 - Народная артистка РСФСР